# Горшелев, Виктор Иванович
Горшелев Виктор Иванович (27 апреля 1913, Санкт-Петербург — 1977, Ленинград) — мастер завода № 196 Министерства судостроительной промышленности СССР города Ленинград. Герой Социалистического Труда (25.07.1966).

## Биография
В семье рабочего в городе Санкт-Петербург 27 апреля 1913 года родился Виктор Иванович Горшелев.
Пройдя обучение в общеобразовательной и специализированной школе, стал слесарем. Начал свою деятельность на заводе «Судомех», который впоследствии был переименован в завод № 196.
Во время Великой Отечественной войны бригада под его руководством успешно продолжала работу, в том числе используя новую, более сложную арматуру, построенную на основе гидравлических законов.
Виктор Иванович Горшелев проявил себя как изобретатель и механизатор, предложив порядка 150 различных усовершенствований и 70 новшеств, которые оказали положительное влияние в том числе и на экономическую сторону производства, за что Виктор Иванович был пять раз награжден почетным званием «Лучший изобретатель Ленинграда».
После войны продолжал работать на том же самом заводе, где и начиналась его профессиональная карьера. Успешности работы Виктора Ивановича не помешало даже объединение двух заводов.
25 июля 1966 года Президиум Верховного Совета СССР своим указом за выдающиеся заслуги в достижении семилетнего плана и большое количество изобретений присвоил Виктору Ивановичу Горшелеву звание Героя Социалистического Труда с вручением ордена Ленина и золотой медали «Серп и Молот».
Виктор Иванович до выхода на пенсию принимал активное участие в воспитании и обучении нескольких поколений молодых специалистов, а так же был руководителем бригады рационализаторов.

## Награды
- Орден «Знак почета» (28.04.1963)
- Орден Ленина (25.07.1966)

## Память
- На могиле установлен надгробный памятник.
- Имя В. И. Горшелева в начале 1980-х годов было присвоено паровому буксиру проекта № 730 (ныне утилизирован).